# Chiesa di Santo Stefano (Occhieppo Superiore)
La chiesa di Santo Stefano è un luogo di culto cattolico di Occhieppo Superiore, in provincia e diocesi di Biella; è consacrata a santo Stefano protomartire.

## Storia
La chiesa di Santo Stefano fu eretta nel 1635 nelle adiacenze di un precedente luogo di culto, che andò a costituire la sagrestia del nuovo edificio, e del castello medievale che sorgeva alla sommità dell'abitato, distrutto nel 1527 durante la guerra della Lega di Cognac. Il campanile della chiesa ingloba infatti parte di una torre.
L'edificio subì degli ampliamenti nel secolo successivo, con l'aggiunta di una facciata nel 1727, che rimase incompiuta fino al 1865, e del coro nel 1760.
L'abside, parte delle porzioni più antiche dell'edificio, reca degli affreschi in cui sono raffigurati la Madonna e Santo Stefano. Vi è conservata una croce astile in argento risalente alla prima metà del XIV secolo.
Sono presenti inoltre delle opere lignee policrome, Il martirio di santo Stefano è stato scolpito da Nicolao Serpentiere nel 1665; un suo discendente, Pietro Antonio Serpentiere ha realizzato una Via Crucis (1810-11). Inoltre, vi è stata spostato un crocefisso ligneo del XV-XVI secolo che era stato realizzato per la chiesa di Fiario, frazione del paese, da cui è stato recuperato anche l'organo.
Sono inoltre presenti quadri raffiguranti vari santi, tra i quali una raffigurazione di Santo Stefano dipinta da Paolo Morgari nel 1868.